# 스트로마이
스트로마이(Stromae, 1985년 3월 12일 ~ )는 벨기에의 가수, 래퍼, 작곡가이다.

## 음반 목록

### 정규 음반
- Cheese (2010)
- Racine carrée (2013)
- Multitude (2022)